# Efraim Gottfrid von Schröer
Efraim Gottfrid von Schröer, född 16 januari 1651 i Stettin, död 1687, var en svensk militär.

## Biografi
Efraim Gottfrid von Schröer föddes 1651 i Stettin. Han var son till Gottfrid von Schröer och Elisabet Nenne. von Schröer blev 16 mars 1671 underlöjtnant vid amiralitetet, 12 november 1674 överlöjtnant därstädes, 22 juli 1675 kapten och 9 augusti 1679 kommendör. Han avled 1687.

### Familj
von Schröer var gift med Anna Catharina Burensköld (1654–1727), dotter av stadspresidenten Nils Burensköld i Norrköping och Eva Ulfvenklou. De fick tillsammans barnen Anna Lovisa von Schröer (1687–1702) och Eva Elisabet von Schröer (död 1758) som var gift med ryttmästaren Peter Carl Ruschenfelt. Efter von Schröers död gifte Burensköld om sig med överstelöjtnanten Magnus Gripensköld.